# Alfred Kalmus
Alfred August Ulrich Kalmus, auch Alfred August Uhlrich Kalmus, kurz Alfred Kalmus oder Alfred A. Kalmus, (* 16. Mai 1889 in Wien, Österreich-Ungarn; † 25. September 1972 in London, Vereinigtes Königreich) war ein österreichisch-britischer Musikverleger.

## Leben
Alfred Kalmus wuchs in seiner Geburtsstadt Wien auf. 1909 begann er ein Jurastudium an der dortigen Universität. Sein Hauptaugenmerk galt dabei dem Urheberrecht. Parallel studierte er bei Guido Adler Musikwissenschaft. Im selben Jahr trat er außerdem als Lehrling in den Musikverlag Universal Edition ein. 1913 wurde er promoviert. Bei Universal Edition wirkte Kalmus unter dem seit zwei Jahren amtierenden Direktor Emil Hertzka am Aufbau eines Repertoires zeitgenössischer Musik mit, darunter Werke von Gustav Mahler, Arnold Schönberg, Alban Berg, Anton Webern, Béla Bartók, Leoš Janáček, Berthold Goldschmidt, Ernst Krenek, Kurt Weill, Hanns Eisler und vielen anderen mehr. Im Ersten Weltkrieg diente er in der österreich-ungarischen Armee und nach Kriegsende holte er für das Rote Kreuz kriegsgefangene Kameraden aus Russland zurück. Anschließend nahm er seine Tätigkeit bei der Universal Edition wieder auf, gründete dann 1923 eine eigene Firma namens Wiener Philharmonischer Verlag, in der klassisch-romantische und zeitgenössische Kompositionen unter der Bezeichnung Philharmonia Taschenpartituren verlegt wurden. Wenige Jahre später gehörte er wieder der Universal Edition an, die den Wiener Philharmonischen Verlag als Tochterfirma integriert hatte. Nach dem Tod Emil Hertzkas übernahm Kalmus 1932 an der Seite von Hugo Winter und Hans W. Heinsheimer seinerseits die Geschäftsleitung des Firmenkonstrukts. Zu diesem Zeitpunkt befand sich die Universal Edition allerdings in massiven Schwierigkeiten: Nicht nur hatte der Verlag in kurzer Zeit einen riesigen Katalog aufgebaut und sich damit wirtschaftlich übernommen, sondern nach der Machtergreifung der Nationalsozialisten brach dem Verlag auch das Deutsche Reich als wichtigstes Absatzgebiet weg, da ein Großteil der von der Universal Edition verlegten Kompositionen als „entartet“ galt. Darüber hinaus wurden die meisten Inhaber der Universal Edition und ihrer leitenden Angestellten als Juden eingestuft. Dass der Verlag einen Kooperationsvertrag mit dem sowjetischen Staatsverlag abgeschlossen hatte, trug ein Übriges dazu bei, die Situation zu verschärfen.
Kalmus erhielt sich seine Entfaltungsmöglichkeiten, indem er – ohne seinen Geschäftsführerposten in Wien aufzugeben – nach London übersiedelte und 1936 eine Zweigniederlassung aufbaute. Mit der Spezialisierung auf britische Komponisten erschloss er sich neue Absatzgebiete. Er kooperierte unter anderem mit der BBC. Währenddessen emigrierte sein Bruder Edwin in die Vereinigten Staaten und gründete dort die American Kalmus Edition.
Nach dem Anschluss Österreichs 1938 wurde die Universal Edition arisiert, das heißt alle jüdischen Aktieninhaber mussten ihre Anteile zwangsweise verkaufen und alle jüdischen Mitarbeiter die Firma verlassen. Die englische Dependance fiel im Sommer 1939 dem Konkurrenten Boosey & Hawkes zu. Kalmus arbeitete in den folgenden Jahren – nur unterbrochen durch eine Internierung im Lager Huyton 1940 als „Enemy Alien“ – für Boosey & Hawkes. Durch die von Kalmus unter dem Namen Anglo-Soviet Press 1941 gegründete Abteilung, die sich den führenden sowjetischen Komponisten wie Prokofjew, Schostakowitsch und Aram Chatschaturjan zuwandte, sowie die Organisation der Boosey & Hawkes Concerts (veranstaltet zwischen 1941 und 1947), deren Präferenz auf den britischen Komponisten lag, nahm er nachhaltig Einfluss auf das Musikleben seines Gastgeberlandes. Unter Beibehaltung des eingeführten Namens Universal Edition, lediglich mit dem Klammerzusatz „London“ versehen, machte sich Kalmus 1949 wieder selbstständig. Eigens für den Vertrieb des Repertoires seines ursprünglichen Wiener Verlages innerhalb des Commonwealth‘ rief er eine Vertriebsfirma ins Leben. Nach der im Jahr 1951 durchgeführten Restitution der Universal Edition in Wien wurde er deren persönlich haftender Gesellschafter sowie Vorstandsmitglied. Die nachgerückte Komponistengeneration, allen voran Pierre Boulez, Karlheinz Stockhausen, Mauricio Kagel und Luciano Berio, fand bei ihm eine verlegerische Heimat. Weiterhin kümmerte er sich um die britische Komponistenriege wie zum Beispiel Richard Rodney Bennett, Harrison Birtwistle, David Bedford und Hugh Wood. Hinzu kam die Vermittlung der Musik der Zweiten Wiener Schule in Großbritannien. Die von ihm gegründeten Musikverlage existieren heute noch. Verdienste erwarb er sich auch als langjähriger Direktor der britischen Verwertungsgesellschaft Performing Rights Society.
Alfred Kalmus starb am 25. September 1972 in London. Er hinterließ seine Frau Marianne, geborene Blau, und zwei Töchter: Margherita Kalmus und Susanne Harpner, die beide (Letztere verheiratet mit dem Musikverleger Stefan Harpner) in des Vaters Fußstapfen traten.

## Bedeutung
Mit den Schwerpunkten Zweite Wiener Schule, Avantgarde nach 1945, britischer sowie sowjetischer Klassikproduktion übte er maßgeblichen Einfluss auf das Musikleben der Zwischenkriegs- und der Nachkriegszeit (und weit darüber hinaus) aus. Kalmus ließ dabei seinen Schützlingen eine Vollbetreuung angedeihen, denn er fungierte gleichermaßen als ihr Geschäftspartner, ihr Werbefachmann, ihr Finanzberater, ihr Mentor und ihre Muse. Dieses Konzept, in Verbindung mit seinem freundlichen und großzügigen Wesen nebst Interesse am Schöpfungsprozess wie Besuchen von Aufführungen, machte ihn erfolgreich.